# Raión de Saatli
Saatli (en azerí: Saatlı) es uno de los cincuenta y nueve rayones en los que subdivide políticamente la República de Azerbaiyán. La ciudad capital es la ciudad de Saatli.

## Territorio y Población
Comprende una superficie de 1180,4 kilómetros cuadrados, con una población de 87 031 personas y una densidad poblacional de 73,73 habitantes por kilómetro cuadrado.

## Economía
La actividad predominante es la agricultura. Se producen cereales, algodón y frutas subtropicales, también se destacan sus explotaciones ganaderas.